# 12409 Bukovanská
12409 Bukovanská là một tiểu hành tinh vành đai chính với chu kỳ quỹ đạo là 1380.5328834 ngày (3.78 năm). It có vận tốc quỹ đạo trung bình là 19.12356126 km/s.
Nó được phát hiện ngày 28 tháng 9 năm 1995 ở đài thiên văn Klet.
Nó được đặt theo tên Marcela Bukovanská, a research worker in meteoritics.